# Luca Matteotti
Luca Matteotti (Aosta, 14 de octubre de 1989) es un deportista italiano que compitió en snowboard, especialista en la prueba de campo a través. Ganó una medalla de oro en el Campeonato Mundial de Snowboard de 2015, en el campo a través.
Participó en los Juegos Olímpicos de Sochi 2014, ocupando el sexto lugar en su disciplina.

## Medallero internacional
| Campeonato Mundial | Campeonato Mundial    | Campeonato Mundial | Campeonato Mundial |
| Año                | Lugar                 | Medalla            | Competición        |
| ------------------ | --------------------- | ------------------ | ------------------ |
| 2015               | Kreischberg (Austria) | Medalla de oro     | Campo a través     |